# بيتر تروتر
بيتر تروتر (بالإنجليزية: Peter Trotter)‏ هو منافس ألعاب قوى أسترالي، ولد في 22 مايو 1956، وتوفي في 21 أكتوبر 2014.

## روابط خارجية
- بيتر تروتر على موقع Paralympic.org (الإنجليزية)
- بيتر تروتر على موقع أوليمبيديا (الإنجليزية)